# Gmina Kala e Dodës
Gmina Kala e Dodës (alb. Komuna Kala e Dodës) – gmina  położona w środkowej części Albanii. Administracyjnie należy do okręgu Dibra w obwodzie Dibra. W 2011 roku populacja gminy wynosiła 2252 w tym 1401 kobiet oraz 1508 mężczyzn, z czego Albańczycy stanowili 97,87% mieszkańców.
W skład gminy wchodzi osiem miejscowości: Cereni, Kullasi, Ploshtani, Radomira, Shullani, Tejzi, Ujëmira, Vasia.